# 아웃 콜드 (2001년 영화)
아웃 콜드(Out Cold)는 2001년 개봉한 미국의 코미디 영화다. 뮤지션 잭 존슨과 함께 서핑 다큐멘터리 'Thicker Than Water'(2000)를 공동 연출한 뮤직비디오 감독 팀 '말로이(The Malloys)'의 첫 장편 영화이자 1991년 출시된 코미디 영화 《스키 스쿨》(Ski School)을 패러디한 작품이다. 이 영화에서는 카사블랑카에 대해 많은 부분을 언급하고 있다. 줄거리와 명대사를 포함해 카사블랑카의 많은 요소들이 아웃 콜드에 오마주로 인용되었다.

## 줄거리
알래스카의 불 마운틴 스키 리조트에서 생활하는 릭 램비스와 그의 친구들은 자유분방한 삶을 즐긴다. 리조트 설립자 몬츠의 아들 테드는 리조트를 콜로라도의 거물 존 메이저스에게 팔려고 한다. 릭은 친구 제니에게 호감을 느끼지만, 멕시코에서 만났던 전 여자친구 안나에 대한 미련을 버리지 못한다.
메이저스는 리조트를 고급화하려 하고, 투자자들을 안심시키기 위해 릭에게 친구들을 단속해달라고 부탁한다. 메이저스는 스위스 스키 선수인 딸 잉가와 릭의 옛 연인 안나를 데려온다. 안나의 등장에 릭은 혼란스러워하고, 안나가 약혼자가 있었음을 알게 된다. 메이저스는 마을 분위기를 바꾸고 몬츠의 동상을 철거하는 등 리조트 개조를 시작한다. 릭은 메이저스의 제안으로 매니저가 되지만, 친구들이 해고당했다는 사실을 알게 되자 분노하여 사임한다.
릭은 친구들이 떠나지 않도록 설득하고, 몬츠의 추억을 지키자고 연설한다. 친구들은 스노보드를 들고 메이저스의 축제에 난입해 혼란을 일으킨다. 릭은 안나를 아버지로부터 해방시키고, 안나는 약혼자와 떠난다. 결국, 릭은 자신의 자리를 찾고, 테드는 리조트 판매 계획을 철회한다. 릭은 다시 제니에게 데이트를 신청하고 새로운 시작을 다짐한다.

## 출연진
- 제이슨 런던 - 릭 람비스
- A. J. 쿡 - 제니
- 리 메이저스 - 존 메이저스
- 윌리 가슨 - 테드 뮌츠
- 자흐 갈리피아나키스 - 루크
- 데이비드 케크너 - 스텀피
- 플렉스 알렉산더 - 앤소니
- 데이비드 덴맨 - 랜스
- 카롤린 다배나 - 안나
- 데렉 해밀턴 - 픽 펜
- 토마스 레넌 - 에릭 몽클레어
- 빅토리아 실브스테트 - 잉가
- 토드 리처즈 - 배리
- 루이스 아퀘트 - 허버트 '파파' 뮌츠
- 리오 타하라(카츠야 타하라) - 테츠오
- 브렛 켈리 - 토비
- 리 R. 메이어스 - 휘트니
- 대니 해그지 - 스튜어트
- 애덤 해링턴 - 팀 스노우눅 리더
- 롭 '슬러고' 보이스 - 팀 스노우눅 멤버
- 테드 스트라이커 - 단체 관광객 일원
- 스티브 카핸 - 파우더룸 바텐더
- 리처드 도너 - 속물 바텐더 (uncredited)